# محمد طه الحويزي
محمد طه بن نصر الله بن الحسين الكَرَمي الخفّاجي الحويزي (1899 - 4 أبريل 1968) فقيه جعفري وشاعر عربي إيراني عراقي. ولد في النجف ونشأ بها على والده وهو من الحويزة. قرأ مقدماته الأدبية والعلمية عليه ثم تتلمذ على عبد الرسول الجواهري ومحمد حسين الأصفهاني ولازمه طويلًا. بعد وفاة والده انتقل إلى الحويزة سنة 1927، واشتغل بالزراعة فعاد إلى النجف، ثم إلى كربلاء، ومنها إلى قم في إيران، فدرس على حسين البروجردي، وأسند إليه رعاية الهيئة العلمية هناك. وكانت له حلقة يدرس فيها لطلابه علوم اللغة والشعر العربي، وفي أخريات حياته عاد الأحواز، وقام بالوظائف الشرعية حتى وفاته عن 69 عامًا. يعد من أعلام الأدب العربي في خوزستان في عصره وله ديوان مخطوط ورسائل شعرية ونثرية. 

## سيرته
هو محمد طه بن نصر الله بن الحسين بن نصر الله بن عباس بن محمد بن كرم الله الكَرَمي الخفّاجي الحويزي. ولد سنة 1317 هـ/ 1899 م في النجف لعائلة عربية من الحويزة، ونشأ بها على والده، فقرأ مقدماته الأدبية والعلمية عنده، ثم حضر أبحاث عبد الرسول الجواهري ومحمد حسين الأصفهاني ولازمه طويلًا ودرس العروض على قاسم محيي الدين. قال عنه محمد حرز الدين في كتابه «معارف الرجال»: «كان رجل العلم والفضل والتقى والصلاح، بل من أظهر الناس ورعاً وزهادة وتقى، دمث الأخلاق، يحمل القلب السليم والشمم العالي، مع طيب النفس وجود وسخاء ذاتي».

قام بالتدريس والبحث والكتابة، وتخرّج عليه جمع من الطلبة، ومن تلاميذه: محمد رضا المظفر، ومحمد طاهر آل راضي،‌و علي فضل الله، ومحمد حسين الصعبري، ومحمد رضا شرف الدين، ومهدي الخضري، ومحمد جواد السهلاني، وولده محمد الكرمي الحويزي.

برز في الأدب العربي والشعر. غادر النجف إلى الحويزة واشتغل بالزراعة في أراضي أسرته ثم عاد إلى النجف ومنها إلى كربلاء ثم استقرّ في قم لفترة قصيرة اشتغل بالتدريس في قم وكانت له طریقة خاصة.

عاد إلى مسقط رأسه وحلَّ محل والده فقام بوظائفه الشرعية لمدة خمس عشرة سنة حتى توفي يوم 6 محرم 1388/ 4 أبريل 1968 في الأحواز ونقل جثمانه إلى النجف ودفن مع أبيه في مقبرته الخاصة المقابلة لمقبرة صاحب الجواهر بمحلة العمارة.

## شعره
جاء عنه في معجم البابطين «نظم في الأغراض التقليدية، فهنأ أصدقاءه وشيوخه في مناسبات مختلفة، كما نظم في مدح الإمام علي والإمامين الجوادين، وتضمنت مدائحه معاني النصح والوعظ، كما نظم في الوجدانيات قصائد مطولة، واتسمت برقة التعبير وحضور الصورة ولين العبارة، من ذلك قصيدتاه «نفثة الروح، وإشعاع النفس» وقد احتوتا على لمحات صوفية ومعان فلسفية، كما نظم في الغزل والموشحات، وامتازت قصائده بدقة التعبير وجزالة اللفظ ومتانة التركيب، وله عناية ببعض المحسنات البديعية.»

## مؤلفاته
من مؤلفاته:
- ديوان شعر، مخطوط
- تعليقات مستفيضة في الفقه والأصول
- كتاب المطول في علم المعاني والبيان